# Македонці (греки)
Македонці (грец. Μακεδόνες, Makedónes), також відомі як грецькі македонці або македонські греки — регіональна та історична група етнічних греків, що населяють або походять з грецького регіону Македонія в Північній Греції. Сьогодні більшість македонців живуть у регіональній столиці Салоніках та інших містах Македонії (Греція) або навколо неї, тоді як багато македонців розселилися по всій Греції та в діаспорі.

## Ім'я
Назва Македонія (грец. Μακεδονία, Makedonía) походить від давньогрецького слова μακεδνός (Makednos). Зазвичай пояснюють, що воно спочатку означало «високий» або «горець», можливо, опис народу.

## Історія

### Передмова: Давньомакедонський, римський, візантійський, османський періоди
Грецьке населення населяло регіон Македонії з давніх часів. Піднесення Македонії від невеликого царства на периферії класичних грецьких країн до королівства, яке стало домінувати над усім еллінським світом, відбулося за правління Філіпа II. Син Філіпа, Александр Македонський (356—323 рр. до н. е.), зумів ненадовго поширити македонську владу не лише на центральні грецькі міста-держави, а й на всю Перську імперію, яку він повалив, включаючи Єгипет, а згодом пішов далі на землі як Далекий схід, як околиці Індії, сьогодні Пакистан. Прийняття Александром стилю правління завойованих територій супроводжувалося поширенням грецької культури та освіти через його величезну імперію. Хоча невдовзі після його смерті імперія розпалася на кілька еллінських режимів, його завоювання залишили тривалий спадок, не в останню чергу в нових грецькомовних містах, заснованих на західних територіях Персії, що стало провісником елліністичного періоду. Під час поділу імперії Александра між діадохами Македонія булаопанована династією Антипатридів, яка лише через кілька років у 294 р. до н. була скинута династією Антигонідів. Стародавня македонська мова, незалежно від того, чи була вона грецьким діалектом ймовірно, зокрема північно-західної доричної групи, як показують такі знахідки, як табличка прокляття Пелла, або окремою еллінською мовою, поступово була замінена аттичною грецькою; остання увійшла у вжиток за часів Філіпа II Македонського і пізніше перетворилася на грецьке койне.

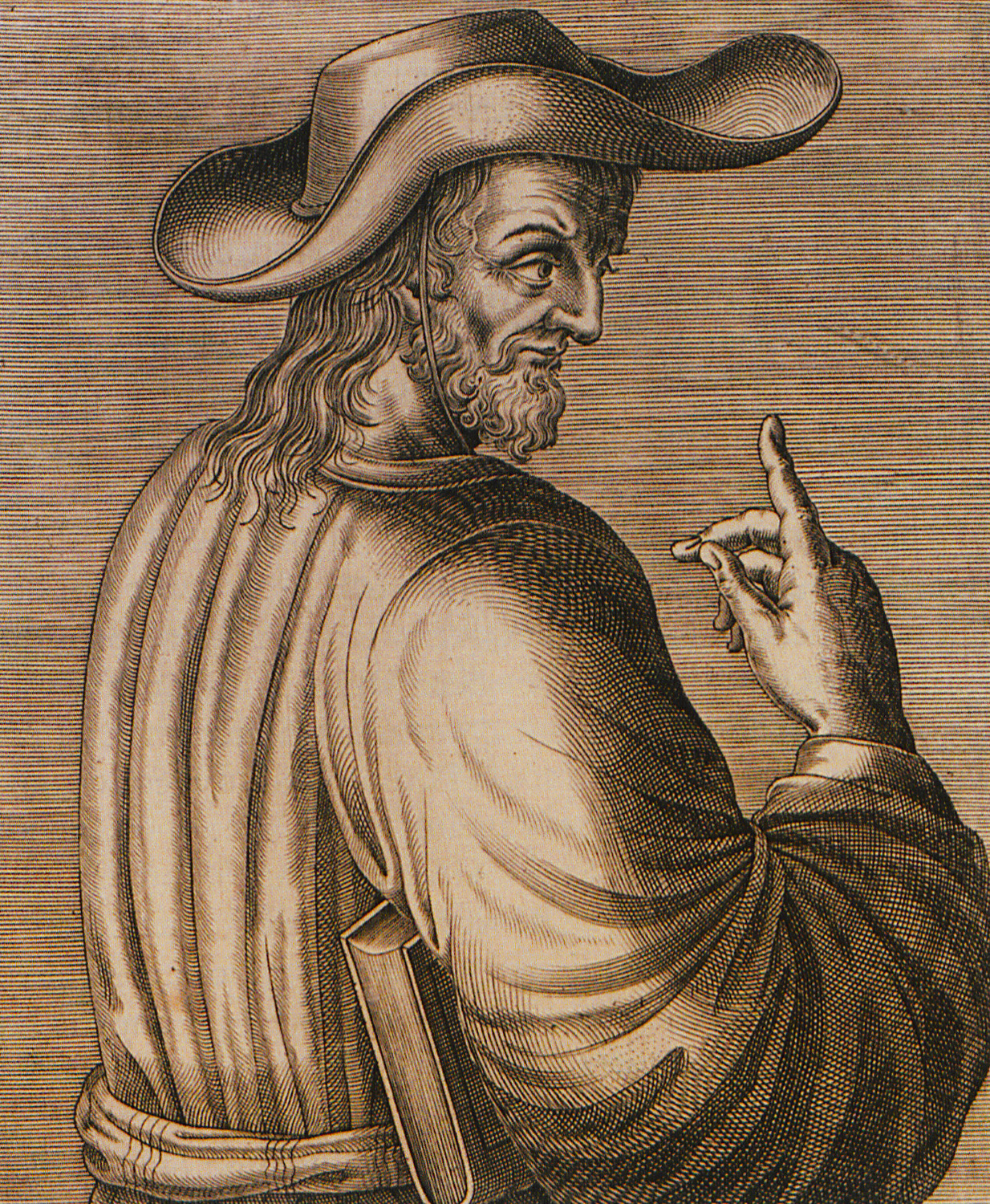
Гравірований портрет вченого Теодора Гази (Фессалонікійського)

Після римського завоювання Балкан македонці були невід'ємною частиною народу римської провінції Македонія. Під римським контролем, а пізніше у Візантійській імперії регіон також бачив приплив багатьох етнічних груп (вірмен, слов'ян, аромунів тощо), які оселилися на території, де жили стародавні македонці. З давніх часів у регіоні також проживало значне населення євреїв-романіотів. У пізній візантійський період більша частина центральної Македонії перебувала під владою латинської держави хрестоносців, що базувалася в Фессалоніках, перш ніж деякий час правити імператором-конкурентом Теодором Комніном Дукою та його нащадками, а згодом знову була включена до складу Візантійської імперії з центром у Константинополі. Згодом територія західної Македонії була полем суперечок між головними державами в регіоні, Візантійською імперією, Епірським деспотатом, правителями Фессалії, Сербської імперії та Болгарської імперії.
Після османського завоювання та наприкінці османської ери термін Македонія став означати регіон на півночі грецького півострова, відмінний від попередньої візантійської теми. В Османській Македонії греки, аромуни, слов'яни, євреї, албанці та турки жили пліч-о-пліч, але в самодостатніх громадах, тоді як у західній Македонії (Греція) було значне населення грецьких мусульман, таких як валлахади. Питання багатокультурного складу народу Македонії стало відомим як македонське питання. Салоніки залишалися найбільшим містом, де проживало найбільше македонців.

### Внесок у війну за незалежність Греції
Грецька війна за незалежність відноситься до спроб греків створити незалежну грецьку державу в той час, коли Греція була частиною Османської імперії. Спочатку революція була спланована та організована через таємні організації, найвідоміша з яких Філікі Етерія, яка діяла в Греції та інших європейських регіонах за межами Османської імперії. Македонські греки брали активну участь у тих ранніх революційних рухах; серед перших був Григорій Залікіс, письменник, який заснував Hellenoglosso Xenodocheio, попередника Filiki Eteria. Навіть після завершення Грецької національної революції в Македонії відбулося кілька повстань, і всі вони мали за мету об'єднання регіону з Королівством Греція.

Пам'ятник «Героїням 1822 року» в Наузі

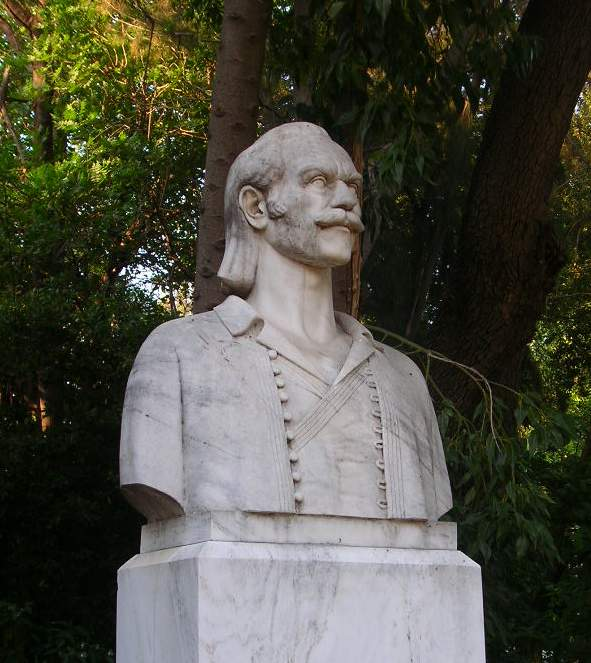
Бюст Еммануїла Паппаса в Афінах

Грецька революція в Македонії почалася в Халкідіках, де населення було майже повністю грецьким. 28 травня 1821 року Юсуф-бей із Салонік, стривожений небезпекою загального повстання, зажадав заручників з регіону. У той час, коли його війська прибули до Полігіросу, місцеві повстанці та монахи з гори Афон повстали та вбили турецького воєводу та його охорону, змусивши османів відступити до Салонік. Юссуф-бей помстився, обезголовивши єпископа, посадивши на палю трьох сановників, а також ув'язнив багатьох християн у Салоніках. Османи також налаштували проти греків мусульман і євреїв, заявивши, що останні мають намір знищити нехристиянське населення. Це було перше досягнення грецької сторони під проводом Еммануїла Паппаса, який на той час прийняв титул «Генерал Македонії»; йому вдалося захопити Халкідіки та поставити під загрозу Салоніки, але в червні грецькі війська відступили з Василіки і були остаточно витіснені. Листи того періоду показують, що до Паппаса або зверталися, або підписувався як «Лідер і захисник Македонії», і сьогодні він вважається грецьким героєм разом з безіменними македонцями, які воювали з ним. Революція на Халкідіках завершилася 27 грудня підпорядкуванням гори Афон османам.

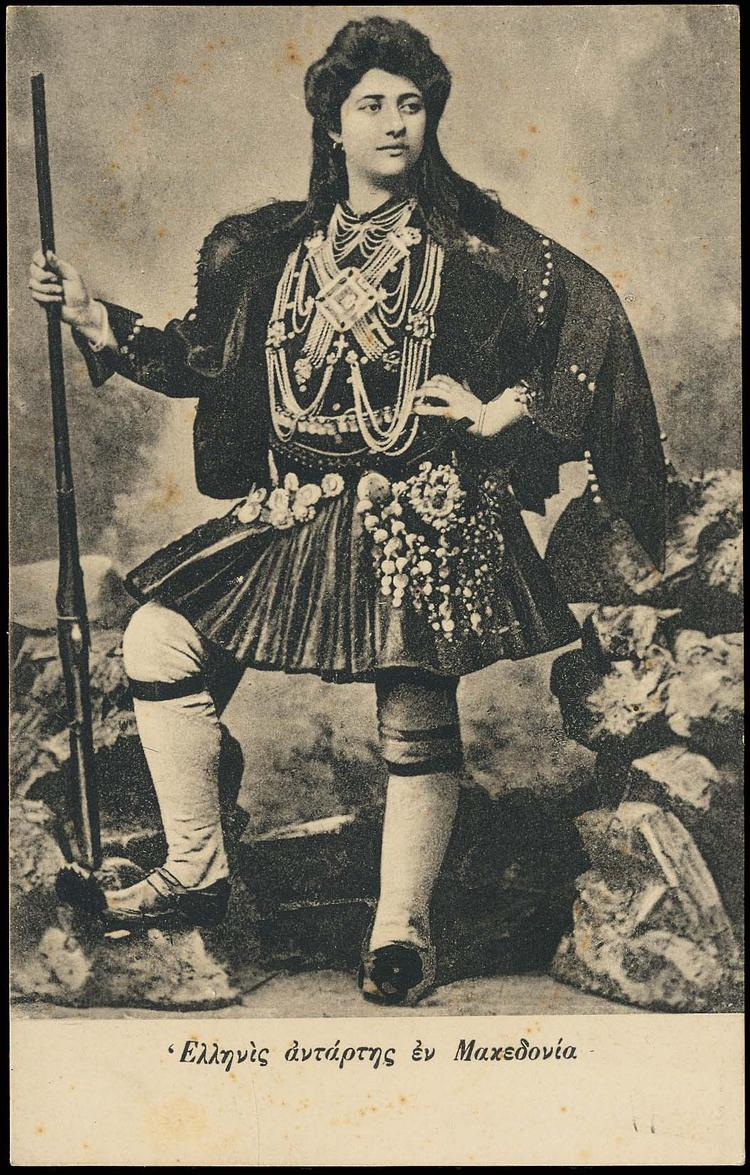
Перистера Крака — командувачка повстанськими силами під час греко-македонського повстання 1878 року

У той час як в Македонії протягом деякого часу тривали конфлікти, такі як конфлікт в Наусе, в якому помітними фігурами були Анастасіос Каратасос, Аггеліс Гатсос і Зафейракіс Теодосіу, поразка Паппаса стала поворотним моментом у придушенні Македонського повстання в ході війни за незалежність Греції. Хоча революція призвела до створення незалежної сучасної грецької держави на півдні, яка отримала міжнародне визнання 1832 року, Грецькі рухи опору продовжували діяти на територіях, які залишалися під контролем Османської імперії, включаючи Македонію, а також Фессалію, Епір і Крит. Події російсько-турецької Кримської війни 1854 року спровокували нове македонське повстання, яке спалахнуло на Халкідіках. Одним з головних призвідників повстання був Димитріос Каратасос, син Анастасіоса Каратасоса, більш відомого як Цаміс Каратасос або єро Цаміс. Повстання Македонських греків були підтримані грецьким королем Оттоном, який вважав можливим звільнення Македонії та інших частин Греції, сподіваючись на підтримку Росії. Однак повстання зазнало невдачі, що призвело до погіршення греко-турецьких відносин на довгі роки.
Македонське повстання 1878 року було підготовлено як грецьким урядом, так і провідними македонськими революціонерами та відбулося в південній Македонії, в якому взяли участь велика кількість людей з грецьких і волошських громад. У тому ж році було створено Болгарське князівство, яке разом з Болгарським екзархатом почало впливати на слов'яномовне населення Македонії, заснувавши болгарські школи та приєднавши місцеві церкви до екзархату. У кількох частинах також були засновані грецькі, сербські та румунські школи. Після поразки Греції в греко-турецькій війні 1897 року було заохочено подальшу участь Болгарії в македонських справах, і їхні банди вторглися в регіон, тероризуючи прогецьке населення.

### Початок ХХ століття

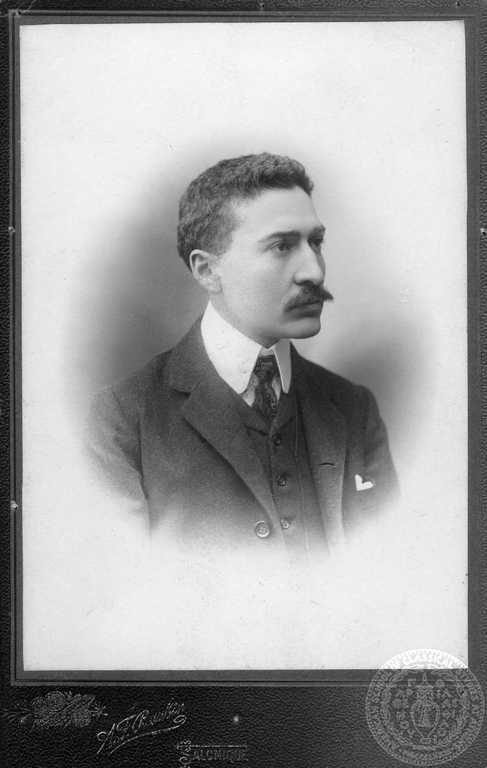
Іон Драгуміс, родина якого походила з Вогаціко, Касторія

Напередодні ХХ століття греки-македонці були меншістю населення в ряді районів у багатонаціональному регіоні Македонії, особливо далеко від узбережжя. Вони жили разом із слов'яномовним населенням, більшість з якого стали ідентифікувати як болгар, та інших етнічних груп, таких як євреї, турки та албанці. Однак грекомовні були переважаючим населенням у південній зоні регіону, який охоплював дві третини сучасної грецької Македонії. Дії Болгарії з використанням болгарського населення Македонії з заснуванням Внутрішньої македонської революційної організації та впливом Болгарського екзархату на регіон призвели до Ілінденського повстання, яке було придушено османськими військами. Ці події спровокували Грецію допомогти македонцям протистояти як османським, так і болгарським військам, надіславши військових офіцерів, які сформували загони, що складалися з македонців та інших грецьких добровольців, що призвело до Боротьби за Македонію з 1904 по 1908 рік, яка закінчилася Молодотурецькою революцією. За переписом 1904 року, проведеним Гусейном Гільмі-пашою для османської влади, греки були переважаючим населенням у вілаєтах Салоніки та Монастір, а у вілаєті Косово їх переважали болгари, які становили більшість.
Під час Балканських воєн Салоніки стали призовим містом для борютьби Греції, Болгарії та Сербії. Греція претендувала на південний регіон, який відповідав регіону Стародавньої Македонії, що вважається частиною грецької історії, і мав сильну присутність греків. Після Балканських воєн Греція отримала від розпаду Османської імперії більшість вілаєтів Салоніки та Монастір, що є тепер грецькою Македонією. Після Першої світової війни та угоди між Грецією та Болгарією про взаємний обмін населенням у 1919 році грецький елемент посилився в регіоні Грецької Македонії, який набув високого ступеня етнічної однорідності. Під час обміну населенням 1923 року між Грецією та Туреччиною відбувся масовий відхід мусульман і деяких проболгарських елементів з Македонії, з одночасним прибуттям грецьких біженців з Малої Азії та Східної Фракії, головним чином понтійських греків. За статистичними даними Ліги Націй у 1926 році, греки складали 88,8 % від загальної кількості населення, слов'яномовні – 5,1 %, а решту складали переважно мусульмани та євреї.
Під час боротьби за Македонію греки-македонці воювали разом з регулярною грецькою армією, приносячи багато жертв серед місцевого населення, щоб протистояти болгарському наступу. У Македонії є пам'ятники на честь Македономачів, місцевих македонських та інших грецьких бійців, які брали участь у війнах і загинули, щоб звільнити Македонію від османського панування, офіційно вшанованих як герої. Кілька македонських революціонерів, які зіграли важливу роль у війні, згодом стали політиками сучасної грецької держави. Найвідомішими з них були письменник і дипломат Іон Драгуміс і його батько Стефанос Драгуміс, суддя, який став прем'єр-міністром Греції в 1910 році. Родина Драгумісів, яка походить з Вогаціко, в регіоні Касторія, мала довгу історію участі в грецьких революціях, а Маркос Драгуміс був членом Філікі Етерії. Героїчні історії з македонської боротьби були переписані в багатьох романах грецької письменниці Пенелопи Дельти з розповідей, зібраних у 1932—1935 роках її секретарем Антігоною Беллу-Трепсіаді, яка сама була дочкою македонського бійця. Іон Драгуміс також писав про свої особисті спогади про македонську боротьбу у своїх книгах. Під час обміну населенням між Грецією та Туреччиною грецькі біженці оселилися переважно в Македонії. У 1928 році грецькі біженці з Туреччини становили 45 % населення Македонії (Греція).

### Друга світова війна
Під час окупації Греції країнами Осі під час Другої світової війни Македонія зазнала тисячі жертв через антипартизанську діяльність німецьких окупаційних сил і політику етнічної чистки болгарської влади. Болгарська армія увійшла до Греції 20 квітня 1941 року слідом за Вермахтом і зрештою окупувала всю північно-східну Грецію на схід від річки Струма (Східна Македонія та Західна Фракія), за винятком префектури Еврос, на кордоні з Туреччиною, яка була окупований німцями. На відміну від Німеччини та Італії, 14 травня 1941 року Болгарія офіційно анексувала окуповані території, які тривалий час були об'єктом болгарського ірредентизму.
У грецькій Македонії болгарська політика полягала в винищенні або вигнанні, спрямованому на те, щоб примусово булгаризувати якомога більше греків і вигнати або вбити решту. З самого початку була розпочата масштабна кампанія, в результаті якої були депортовані всі грецькі чиновники (мери, судді, адвокати та жандарми). Болгари закривали грецькі школи та виганяли вчителів, грецьких священнослужителів замінювали священиками з Болгарії, різко придушували використання грецької мови: назви міст і місцевостей змінювалися на традиційні для болгарської мови форми і навіть надгробки з Грецькі написи були зіпсовані.
Велику кількість греків було вигнано, а інших позбавили права працювати через ліцензійну систему, яка забороняла практикувати ремесло чи професію без дозволу. Було введено примусову працю, а влада конфіскувала грецьке підприємницьке майно і передала його болгарським колоністам. До кінця 1941 року з болгарської окупаційної зони було вигнано понад 100 тис. греків. Болгарських колоністів заохочували оселитися в Македонії державні кредити та стимули, включаючи будинки та землю, конфісковані у корінних жителів.
У цій ситуації 28 вересня 1941 року спалахнуло повстання, відоме як повстання Драми. Воно почалося з міста Драма і швидко поширилося по всій Македонії. У Драмі, Доксато, Хорісті та багатьох інших містах і селах спалахнули сутички з окупаційними військами. 29 вересня болгарські війська увійшли до Драми та інших повсталих міст, щоб придушити повстання. Вони захопили всіх чоловіків у віці від 18 до 45 років і лише в Драмі стратили понад три тисячі осіб. За оцінками істориків, протягом наступних кількох тижнів болгарською окупаційною армією було вбито п'ятнадцять тисяч греків, а в сільській місцевості цілі села були розстріляні з кулеметів і пограбовані.
Масові вбивства прискорили масову втечу греків з Болгарії до німецької зони окупації. Болгарські репресії продовжилися і після вересневого повстання, збільшивши потік біженців. Села знищували для притулку «партизанів», які насправді були лише вцілілими мешканцями раніше знищених сіл. Терор і голод стали настільки сильними, що афінський уряд розглядав плани евакуації всього населення до окупованої німцями Греції. Великий голод, який спалахнув у 1941 році і вбив сотні тисяч в окупованій країні, скасував ці плани, залишивши населення терпіти ці умови ще три роки. У травні 1943 року почалася також депортація євреїв із болгарської окупаційної зони. У тому ж році болгарська армія розширила свою зону контролю на Центральну Македонію під наглядом Німеччини, хоча ця територія не була офіційно анексована і не була під контролем Болгарії.
Двоє провідних учасників грецького опору були македонцями. Евріпідіс Бакірдзіс, ветеран Балканських воєн, був командувачем македонськими силами Народно-визвольна армія Греції (ELAS) під час окупації Греції країнами Осі в період 1941—1944 років. Він став першим президентом Політичного комітету національного визволення — також відомого як «Гірський уряд» — опозиційного уряду, окремого від королівського уряду Греції у вигнанні. Наступником Бакирціса став другий президент, юрист Александрос Сволос (арумун). Саме Сволос був присутнім на Ліванській конференції в 1944 році, коли організація була розпущена внаслідок формування уряду національної єдності Георгіоса Папандреу, а Сволос пізніше став міністром.
Пізніше, під час громадянської війни в Греції, регіон Македонії сильно постраждав через битви між Грецькою армією та Демократичною армією.

## Ідентичність

### Витоки
Була задокументована безперервна присутність греків у Македонії з часів античності, що позначило цей регіон, поряд із присутністю багатьох інших груп, які вийшли з його землі протягом століть, таких як фракійці, іллірійці, римляни, слов'яни, латиняни, євреї та турки-османи. Сьогодні, через довгу та багату історію регіону, все ще існують деякі невеликі мовні спільноти арумуно- та слов'яномовних македонців. Ці громади використовують свої мови в деяких соціальних ситуаціях, в той час як їх ідентифікують як етнічних греків. Після обміну населенням 1923 року між Грецією та Туреччиною половина біженців з Малої Азії, Понту та Східної Фракії оселилася в регіоні.

### Культура
Грецькі македонці мають свою особливу культурну спадщину, яка класифікується як підгрупа національної грецької культури. Вони захоплюються, поряд із стародавніми македонцями (особливо Александром Македонським), бійцями македонської боротьби як своїми головними героями, на відміну від південних греків, які в основному вихваляють південних героїв Грецької війни за незалежність. За словами фольклориста кінця ХІХ століття Фредеріка Г. Еббота:
|  | Усе, що пов'язане з античністю, македонський селянин приписує двом великим царям своєї країни. Його пісні та традиції, якими він безмежно і справедливо пишається, часто описують як такі, що походять «з часів Філіпа та Александра - і Геракла», всеосяжного періоду, до якого з нерозбірливою неупередженістю зараховують усі залишки минулого. |

Прапор грецької Македонії

Використання македонського прапора із зображенням сонця Вергіни як регіонального символу дуже поширене серед македонського населення та діаспори, тоді як «Відома Македонія» є неофіційним гімном і військовим маршем. У них також є деякі народні танці, які носять назву регіону, Македонія та Македонікос антикристос.
Переважна більшість греків-македонців розмовляє варіантом грецької мови, який називається македонською мовою (Μακεδονίτικα, Makedonitika). Вона належить до групи північних діалектів, з фонологічними та невеликими синтаксичними відмінностями, що відрізняють її від стандартної грецької мови, якою розмовляють у південній Греції. Однією з цих відмінностей є те, що македонський діалект використовує знахідний відмінок замість родового для позначення непрямого відмінка. Македонці також мають характерний сильніший акцент, який легко ідентифікує мовця як вихідця з Македонії. Існує також меншість слов'яномовних мокедонців, переважно в Західній Македонії, які переважно ідентифікують себе як греки-македонці.

### Валлахади
Під час османського періоду деякі македонські греки прийняли іслам і називалися валлахадами. Після обміну населенням між Грецією та Туреччиною в 1923 році валлахади переїхали до Туреччини. Турецькою мовою вони відомі як Patriyotlar «патріоти»; іноді Rumyöz, тобто «грецький».

### Вираження
Сильне почуття македонської ідентичності серед грецьких македонців мало значний вплив у контексті «суперечки щодо назви Македонії». Це призвело до реакції на поняття македонців і македонської мови з негрецькою кваліфікацією, яке використовувалося Соціалістичною Республікою Македонія за часів соціалістичної Югославії та сучасною Північною Македонією. Суперечка про моральне право на використання назви Македонія та її похідних бере свій початок у македонському питанні в ХІХ і на початку ХХ століття між Грецією, Югославією та Болгарією. Грецькі македонці заперечували проти цих уявлень, спочатку побоюючись територіальних претензій, як це було зазначено державним секретарем Сполучених Штатів Едвардом Стеттініусом у 1944 році за президента Франкліна Д. Рузвельта. Ця суперечка продовжувала бути причиною суперечок між трьома націями протягом 1980-х років.

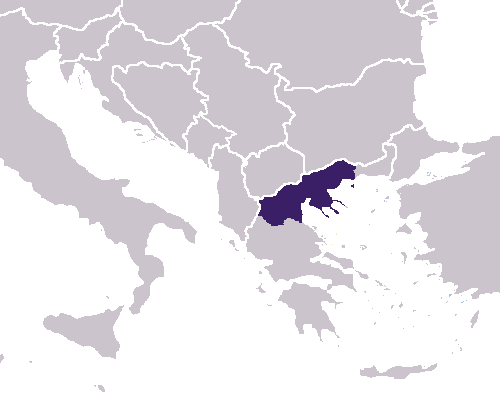
Область Македонія на півночі Греції.

Ця суперечка набула міжнародного статусу після розпаду Югославії, коли стурбованість македонських греків досягла крайніх проявів. 14 лютого 1992 року близько мільйона грецьких македонців вийшли на вулиці Салонік, щоб продемонструвати своє заперечення проти того, щоб назва Македонія була частиною назви тодішньої новоствореної Республіки Македонія, використовуючи гасло «Македонія — це Греція». Після визнання Республіки Македонія Сполученими Штатами, ще один мітинг відбувся в Салоніках 31 березня 1994 року, тоді як два великі мітинги, організовані македонською грецькою громадою в Австралії, відбулися в Мельбурні в 1992 і 1994 роках, у яких взяли участь близько 100 000 осіб. людей, які беруть участь у кожному з них.
Явна самоідентифікація як македонця є типовим ставленням і предметом національної гордості для греків, що походять з Македонії. На засіданні Ради Рада Європи в Страсбурзі в січні 2007 р. Відповідаючи на питання щодо суперечки щодо назви Македонії на посаді прем'єр-міністра Греції, Костас Караманліс — у характерному вираженні цього ставлення — процитував таке: «Я сам македонець, так само як інші 2,5 мільйона греків є македонцями». І Костас Караманліс, і його дядько Константінос Караманліс є македонськими етнічними греками з Серреса. Будучи президентом Греції, Константінос Караманліс-старший також висловлював свої сильні почуття щодо македонської регіональної ідентичності, особливо в одній емоційно зарядженій заяві, зробленій у 1992 році.

### Діаспора
Популярним місцем для хвиль македонських грецьких іммігрантів протягом ХХ століття була Австралія. Їх імміграція була подібною до імміграції решти грецької діаспори, на яку вплинуло їхнє соціально-економічне та політичне походження на батьківщині, і була зареєстрована в основному між 1924 і 1974 роками. Поселенці із Західної Македонії були першими, хто прибув до Австралії, і домінували в імміграційних хвилях до 1954 року. Македонські сім'ї з регіонів Флоріна і Касторія заснували поселення в сільській місцевості, тоді як люди з Козані оселилися переважно в Мельбурні. Лише після 1954 року до Австралії почали прибувати люди з Центральної та Східної Македонії. Вважається, що Василіос Кіріазіс Блейдс із Вітосу, села в префектурі Козані, був першим македонським поселенцем, який прибув до Австралії, і був висаджений у Мельбурні в 1915 році; його прибуття спонукало інших людей з його села та сусіднього Пенталофоса оселитися в Мельбурні, тоді як кілька сімей з інших районів також оселилися в Австралії, привівши з собою сотні людей протягом наступних десятиліть.

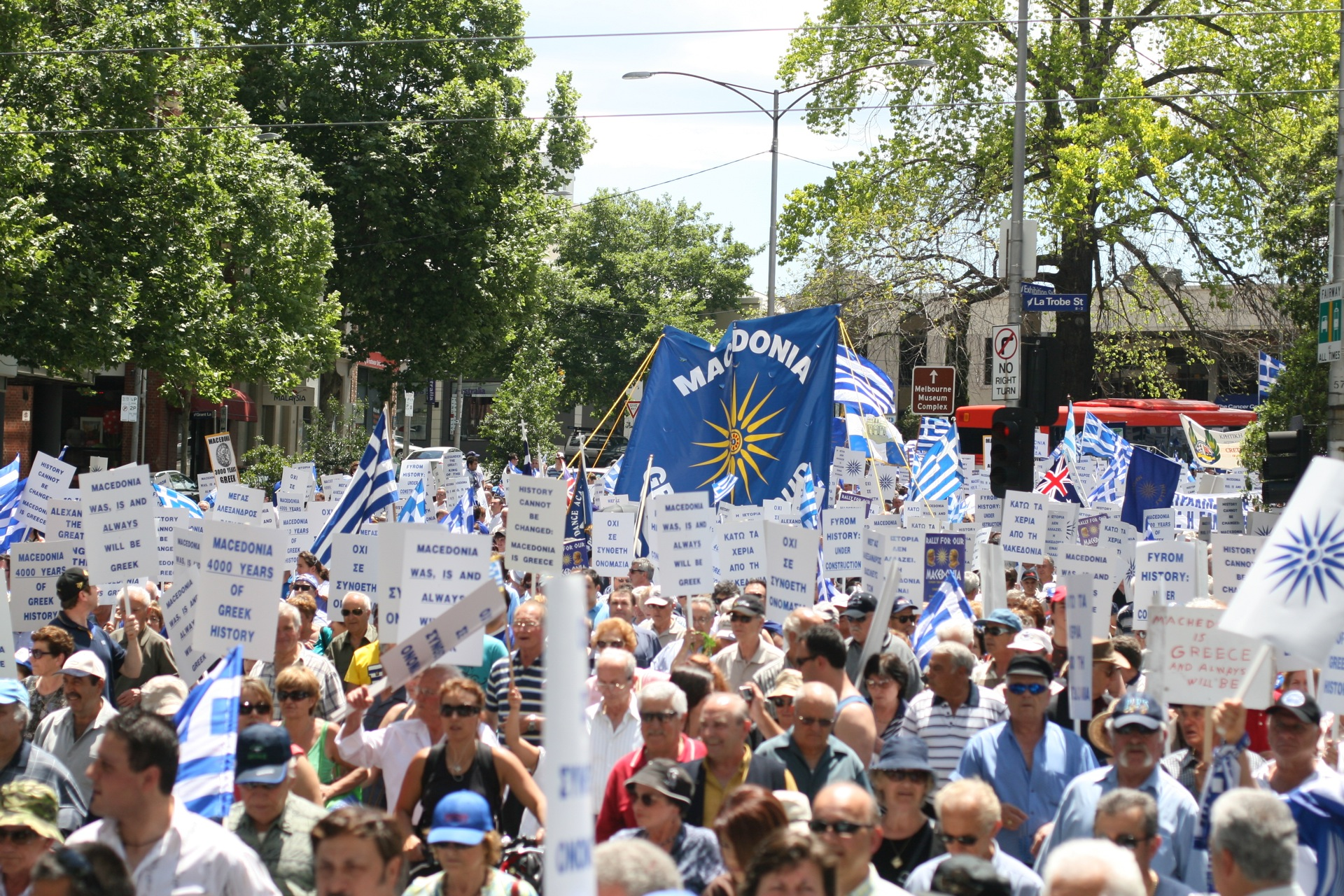
Вергінське сонце, яке також з'являється на регіональному прапорі, використовується греками разом із грецьким прапором, щоб заявити про своє македонське походження на різних мітингах; тут, у Мельбурні, Австралія.

Географічний розподіл македонців до Другої світової війни відрізнявся від розподілу інших грецьких поселенців. У той час як греки з островів оселилися переважно у східних штатах країни, залучаючи туди більше грецьких іммігрантів, значна частина македонців була зосереджена в західній Австралії. Протягом перших років свого поселення македонці були розсіяні в австралійській сільській місцевості поблизу столичних центрів, працюючи садівниками, батраками та дроворубами; після 1946 року, коли вони почали привозити із собою свої родини з Греції, відбулася значна зміна їхньої професійної діяльності. Процес урбанізації для македонців розпочався після Великої депресії, коли зросла доступність роботи в міських районах, що призвело до розширеного переїзду македонців у великі міста, особливо Мельбурн, Перт і Сідней, де вони створювали власні громади та обласні установи. Хоча більшість поселенців були корінними македонцями, була також невелика кількість понтійських греків, які прибули з регіону Македонії, які не поділяли ту саму регіональну ідентичність і заснували окремі установи.
Після Другої світової війни більша кількість людей з усіх частин Македонії прибула до Австралії, багато з них були біженцями через громадянську війну в Греції. Ці нові хвилі іммігрантів призвели до переповнених комун, і в країні було створено понад шістдесят македонських організацій, найвідомішою з яких є Панмакедонська федерація Австралії, головна організація. Крім регіонального характеру, федерація також виступає голосом грецьких македонських громад в Австралії та брала активну участь у суперечці щодо назви Македонії. Її штаб-квартира знаходиться в Мельбурні, де в 1961 році була заснована некомерційна організація Панмакедонської асоціації Мельбурна та Вікторії, тоді як федерація також діє в Новому Південному Уельсі, Квінсленді, Південній Австралії та Західній Австралії. За оцінками 1988 року, в Австралії проживало близько 55 000 македонців. За останніми даними йдеться про 145 000 македонців.
Інші великі грецькі македонські громади також можна знайти, зокрема, у Сполучених Штатах, Канаді та Великій Британії. Основними установами, які були засновані деякими з цих громад або тісно пов'язані з ними, є:
Панмакедонська асоціація США, заснована в 1947 році в Нью-Йорку греко-американцями, які походили з Македонії, щоб об'єднати всі македонські громади Сполучених Штатів, працює над збором і розповсюдженням інформації про землю та людей Македонії, організовує лекції, наукові дискусії, художні виставки, освітні та філантропічні заходи, а також фінансували роботу в бібліотеці Нью-Йоркського університету з книгами про македонську історію та культуру. Крім того, вони сприяють соціальному добробуту та освітньому прогресу жителів Македонії.
Панмакедонська асоціація Канади є відділенням асоціації грекоканадців македонського походження.
Македонське товариство Великої Британії, засноване в 1989 році в Лондоні македонськими іммігрантами, популяризує македонську історію, культуру та спадщину, організовує лекції та презентації, а також соціальні заходи та зустрічі для британських греків.
Загальногрецький македонський фронт, грецька політична партія, заснована в 2009 році політиком Стеліосом Папатемелісом і професором Костасом Зурарісом для участі у виборах до Європейського парламенту 2009 року, яка пов'язана з кількома організаціями македонської діаспори.

## Видатні грецькі македонці
- Афанасіос Христопулос, письменник, поет.
- Григоріос Залікіс, письменник, засновник Елліноглоссо Ксенодохейо.
- Еммануель Паппас, лідер грецької війни за незалежність у Македонії. Серед інших видатних діячів війни були Георгіос Лассаніс, Ніколаос Касомуліс, Христофорос Перрайвос, Іоанніс Скандалідіс, Анастасіос Полізоідіс, Анастасіос Каратасос, Аггеліс Гацос і Зафейракіс Теодосіу.
- Стефанос Драгуміс, засновник Македонського комітету у 1904 році в Афінах, був родом з Вогаціко у Західній Македонії, та його син Іон Драгуміс, політики, які зробили внесок у Боротьбу за Македонію.
- Георгіос Модіс — юрист, політик, письменник і учасник македонської боротьби.
- Гонос Йотас, слов'яномовний греко-Македонський боєць, учасник Македонської війни з Плугара, села недалеко від Джанніци.
- Коттас, слов'яномовний грек, учасник Боротьби за Македонію.
- Іоанніс Папафіс, Константінос Белліос, благодійники.
- Стаматіос Клеантіс, Ксенофонт Пайонідіс, Лісандрос Кафтанзоглу, Аристотеліс Захос, архітектори.
- Еміліос Ріадіс, композитор.
- Евріпідіс Бакірдзис, офіцер грецької армії та провідний учасник Національного опору, який отримав прізвисько «Червоний полковник» через свого псевдоніма в комуністичній газеті «Різоспастіс».
- Георг Зорбас, персонаж, на основі якого Нікос Казандзакіс створив вигаданого головного героя свого роману «Грек Зорба».
- Панайотіс Фасулас і Дімітріс Діамантідіс — видатні баскетболісти, чемпіони Європи у складі збірної Греція в 1987 і 2005 роках відповідно. Фасулас також був мером Пірей, а Діамантідіс був оголошений європейським гравцем року у 2007 році. Серед інших баскетболістів — Янніс Іоаннідіс, Нікос Гацивреттас, Костас Царцаріс, Ніколаос Зісіс і Фейдон Маттейоу, якого багато хто вважає патріархом грецького баскетболу.
- Теодорос Загоракіс, капітан національної збірної Греції з футболу, яка виграла Євро-2004, та інші гравці збірної на Євро-2004, такі як Вассіліс Ціартас, Траянос Деллас, Василіс Лакіс, Пантеліс Кафес, Нікос Дабізас, Зісіс Врізас, Йоргос Самарас (з боку батька) і Ангелос Харістеас. Серед інших відомих постатей грецького футболу — Клеантіс Вікелідіс, Йоргос Кудас і Алкетас Панагуліас.
- Кілька олімпійських призерів: Георгіос Рубаніс (Мельбурн, 1956, бронзова медаль), Вула Патуліду (Барселона, 1992, золото), Іоанніс Меліссанідіс (Атланта, 1996, золото), Дімосфеніс Тампакос (Афіни, 2004, золото), Александрос Ніколаїдіс (Афіни, 2004, срібло), Єлизавета Містакіду (Афіни, 2004, срібло), Анна Коракакі (Ріо-2016, золото)
- Константінос Караманліс, бувший президент і Прем'єр-міністр Греції, а також його племінник Костас Караманліс, який також обіймав посаду прем'єр-міністра.
- Хрістос Сардзетакіс, бувший президент Греції.
- Герберт фон Караян (спочатку Караяніс) (1908—1989), австрійський диригент оркестру та опери, який походив по батьківській лінії від греко-македонських предків, які століттями раніше мігрували з Козані в Хемніц, Німеччина, а потім в Саксонія, а потім в Відень, де вони займали ключові академічні, медичні та адміністративні посади.[78][79]
- Талія Флора-Каравія, художниця і живописне полотно
- Ахілл Папапетру, фізик
- Василіс Вассілікос, письменник. Серед інших авторів — Георгіос Вафопулос, Антула Вафопулу.
- Янніс Даліанідіс, Такіс Канеллопулос, Тітос Вандіс, Костас Хаджіхрістос, Зої Ласкарі, Костас Вутсас — відомі діячі грецького кінематографа.
- Патрік Татопулос, художник-постановник фільму, франко-грек з македонським походженням по батьківській лінії.
- Діячі музичної сцени: Маноліс Чіотіс, Гіоргос Хатцінасіос, Марінелла, Діоніс Саввопулос, Антоніс Ремос, Деспіна Ванді
- Частково македонськими за походженням, по лінії їхнього батька, були також педагог Маноліс Тріантафіллідіс, письменник Деметріос Вікелас і композитор Спірідон Самарас.

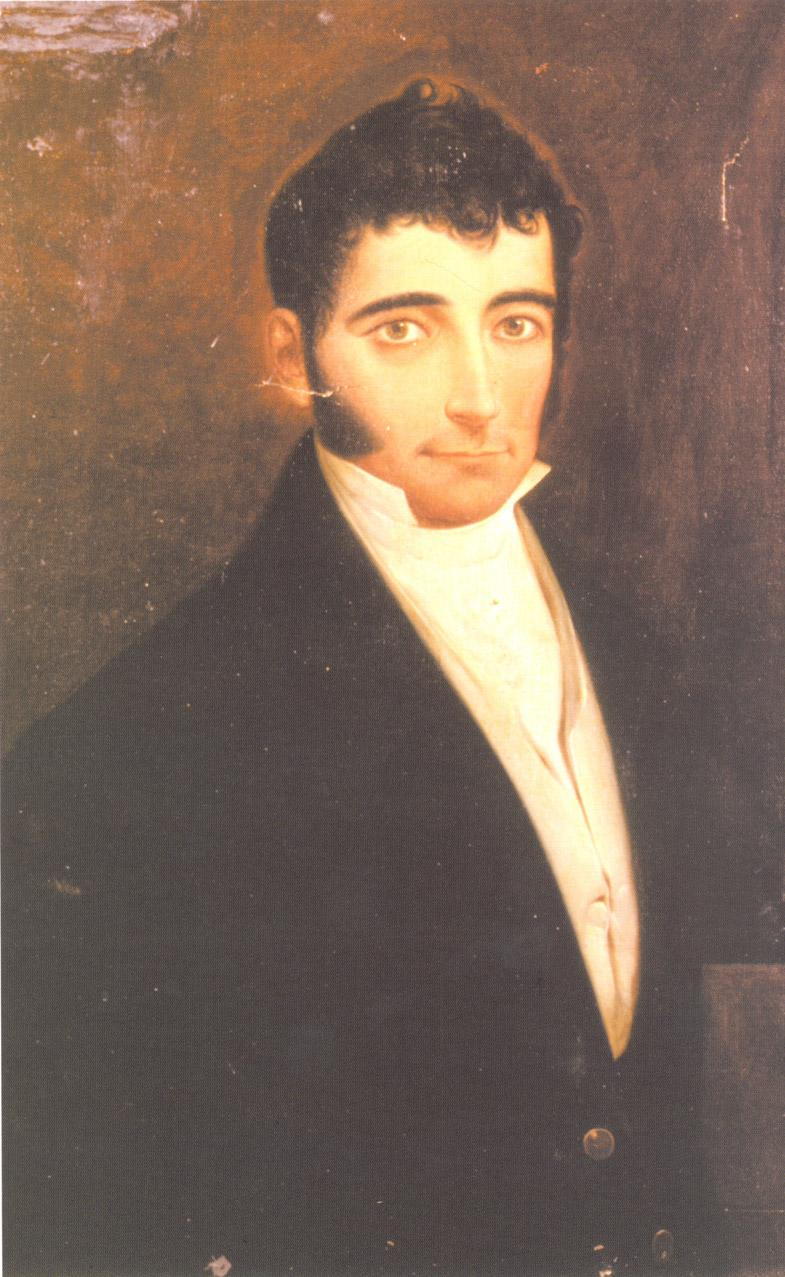
Іоанніс Папафіс, благодійник із Салонік
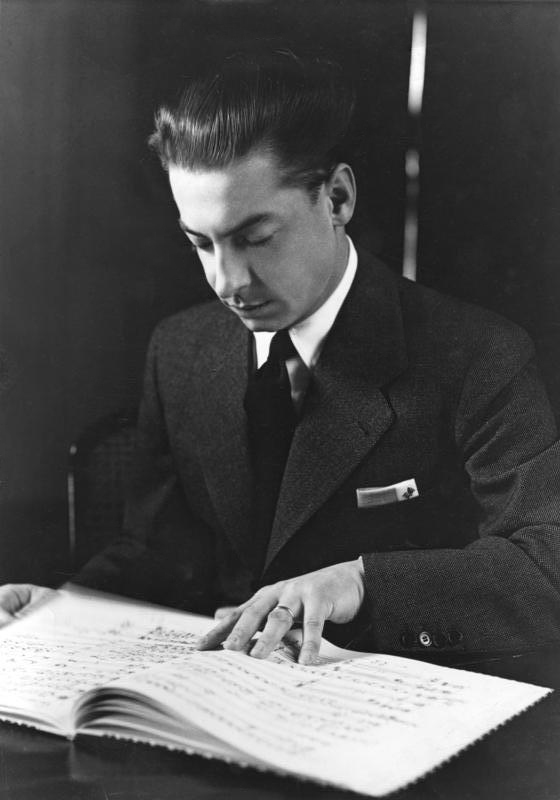
Герберт фон Караян (1908–1989), який вважається одним з найвидатніших диригентів усіх часів, походив по батьківській лінії від греко-македонських предків.